# Kalomel rodzimy

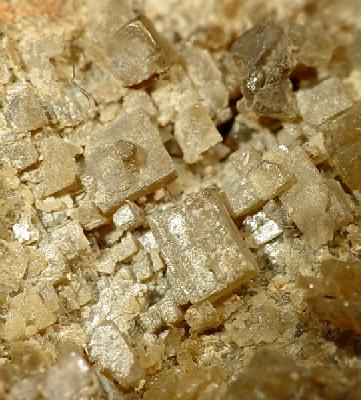

Kalomel rodzimy – minerał z gromady halogenków. Jest chlorkiem rtęci(I). Nazwa pochodzi od greckich słów kalos „piękny” i melas „czarny”.

## Charakterystyka
Kalomel rodzimy jest przezroczystym lub półprzezroczystym minerałem o białej, szarej, żółtawej lub brązowej barwie. Krystalizuje w układzie tetragonalnym, w formie tabliczkowej, słupkowej, krótkoigiełkowej, łuskowatej, w skupieniach zbitych. Połysk diamentowy. Jest ciężkim minerałem, gdyż waży 6,4-6,5 razy więcej niż taka sama ilość wody w temperaturze pokojowej. Bardzo miękki - 1-2 w skali Mohsa.

## Występowanie
Powstaje, jako wtórny minerał, w wyniku procesów przeobrażenia cynobru i amalgamatów rtęci. Towarzyszą mu  kalcyt, limonit, kwarc, rtęć, cynober i baryt. Można go znaleźć w Czechach, Hiszpanii, Niemczech, Meksyku i Stanach Zjednoczonych.